# Segunda División (Uruguay)
De Segunda División is het tweede niveau van het voetbal in Uruguay.
De competitie werd in 1942 gestart bij de invoering van het professionele voetbal. Na 1994 werd er in twee delen gespeeld (Apertura en Clausura). De kampioen en de nummer twee promoveren direct naar de Primera División en er is een play-off voor een derde promotieplaats. De onderste ploegen degraderen naar de Segunda División Amateur. CA Fénix en Sud América  zijn met zeven titels de meest succesvolle ploegen.

## Erelijst
| Seizoen | Kampioen (# titels)                  | Runner-up                            | Derde plaats                         |
| ------- | ------------------------------------ | ------------------------------------ | ------------------------------------ |
| 1942    | Miramar (1)                          | Progreso                             | Bella Vista                          |
| 1943    | River Plate (1)                      | Cerro                                | Progreso                             |
| 1944    | Rampla Juniors (1)                   | Cerro                                | Bella Vista                          |
| 1945    | Progreso (1)                         | Racing                               | Danubio                              |
| 1946    | Cerro (1)                            | Racing                               | Sud América                          |
| 1947    | Danubio (1)                          | Bella Vista                          | Progreso                             |
| 1948    | Niet gespeeld vanwege spelersstaking | Niet gespeeld vanwege spelersstaking | Niet gespeeld vanwege spelersstaking |
| 1949    | Bella Vista (1)                      | Racing                               | Sud América                          |
| 1950    | Defensor (1)                         | Sud América                          | Racing                               |
| 1951    | Sud América (1)                      | Fénix                                | Bella Vista                          |
| 1952    | Montevideo Wanderers (1)             | Bella Vista                          | Progreso                             |
| 1953    | Miramar (2)                          | Progreso                             | Sud América                          |
| 1954    | Sud América (2)                      | Central Español                      | Racing                               |
| 1955    | Racing (1)                           | Fénix                                | Central Español                      |
| 1956    | Fénix (1)                            | Central Español                      | River Plate                          |
| 1957    | Sud América (3)                      | Central Español                      | Canillitas                           |
| 1958    | Racing (2)                           | Progreso                             | Central Español                      |
| 1959    | Fénix (2)                            | Colón                                | Central Español                      |
| 1960    | Danubio (1)                          | River Plate                          | Central Español                      |
| 1961    | Central Español (1)                  | Sud América                          | Bella Vista                          |
| 1962    | Montevideo Wanderers (2)             | Sud América                          | Bella Vista                          |
| 1963    | Sud América (4)                      | Colón                                | Central Español                      |
| 1964    | Colón (1)                            | Liverpool                            | La Luz                               |
| 1965    | Defensor (2)                         | La Luz                               | Progreso                             |
| 1966    | Liverpool (1)                        | River Plate                          | Central Español                      |
| 1967    | River Plate (2)                      | La Luz                               | Montevideo Wanderers                 |
| 1968    | Bella Vista (2)                      | Huracán Buceo                        | Montevideo Wanderers                 |
| 1969    | Huracán Buceo (1)                    | Central Español                      | Progreso                             |
| 1970    | Danubio (2)                          | Progreso                             | Central Español                      |
| 1971    | Rentistas (1)                        | Fénix                                | Miramar Misiones                     |
| 1972    | Montevideo Wanderers (3)             | Fénix                                | Racing                               |
| 1973    | Fénix (3)                            | Rampla Juniors                       | Colón                                |
| 1974    | Racing (3)                           | Colón                                | Central Español                      |
| 1975    | Sud América (5)                      | El Tanque Sisley                     | Uruguay Montevideo                   |
| 1976    | Bella Vista (3)                      | Rampla Juniors                       | Racing                               |
| 1977    | Fénix (4)                            | Rampla Juniors                       | Racing                               |
| 1978    | River Plate (3)                      | La Luz                               | Central Español                      |
| 1979    | Progreso (2)                         | Miramar Misiones                     | La Luz                               |
| 1980    | Rampla Juniors (2)                   | Racing                               | Liverpool                            |
| 1981    | El Tanque Sisley (1)                 | Racing                               | La Luz                               |
| 1982    | Colón (2)                            | Fénix                                | Villa Española                       |
| 1983    | Central Español (2)                  | Racing                               | Rentistas                            |
| 1984    | River Plate (4)                      | Huracán                              | Liverpool                            |
| 1985    | Fénix (5)                            | Liverpool                            | Cerrito                              |
| 1986    | Miramar Misiones (3)                 | Rentistas                            | Sud América                          |
| 1987    | Liverpool (2)                        | Racing                               | Sud América                          |
| 1988    | Rentistas (2)                        | Racing                               | Sud América                          |
| 1989    | Racing (4)                           | Cerrito                              | Sud América                          |
| 1990    | El Tanque Sisley (2)                 | Sud América                          | Basañez                              |
| 1991    | River Plate (5)                      | Huracán                              | Basañez                              |
| 1992    | Rampla Juniors (3)                   | Huracán Buceo                        | Basañez                              |
| 1993    | Basañez (1)                          | Central Español                      | niet toegekend                       |
| 1994    | Sud América (6)                      | niet toegekend                       | niet toegekend                       |
| 1995    | Huracán Buceo (2)                    | niet toegekend                       | niet toegekend                       |
| 1996    | Rentistas (3)                        | Racing                               | niet toegekend                       |
| 1997    | Bella Vista (4)                      | Villa Española                       | niet toegekend                       |
| 1998    | Cerro (2)                            | Deportivo Maldonado                  | Frontera Rivera Chico                |
| 1999    | Juventud (Las Piedras) (1)           | Villa Española                       | Racing                               |
| 2000    | Montevideo Wanderers (4)             | Central Español                      | Fénix                                |
| 2001    | Villa Española (1)                   | Progreso                             | niet toegekend                       |
| 2002    | Liverpool (3)                        | Miramar Misiones                     | Deportivo Colonia                    |
| 2003    | Cerrito (1)                          | Rentistas                            | Rocha                                |
| 2004    | River Plate (6)                      | Rampla Juniors                       | Paysandú                             |
| 2005    | Bella Vista (5)                      | Central Español                      | niet toegekend                       |
| 2005–06 | Progreso (3)                         | niet toegekend                       | niet toegekend                       |
| 2006–07 | Fénix (6)                            | Cerro                                | Juventud                             |
| 2007–08 | Racing (5)                           | Cerro Largo                          | Villa Española                       |
| 2008–09 | Fénix (7)                            | Cerrito                              | Atenas                               |
| 2009–10 | El Tanque Sisley (3)                 | Bella Vista                          | Miramar Misiones                     |
| 2010–11 | Rentistas (4)                        | Cerrito                              | Cerro Largo                          |
| 2011–12 | Central Español (3)                  | Juventud                             | CA Progreso                          |
| 2012–13 | Sud América (7)                      | Rentistas                            | Miramar Misiones                     |
| 2013–14 | Tacuarembó (1)                       | Atenas                               | Rampla Juniors                       |
| 2014–15 | Liverpool (4)                        | Plaza Colonia                        | Villa Teresa                         |
| 2015–16 | Rampla Juniors (4)                   | Villa Española                       | Boston River                         |

Albion · 
Atenas · 
Central Español · 
Cerrito · 
Juventud ·
Racing ·
Rampla Juniors ·
Rocha ·
Sud América · 
Tacuarembó · 
Villa Española · 
Villa Teresa